# Miguel Barbosa Huerta
Luis Miguel Gerónimo Barbosa Huerta (Zinacatepec, 30 settembre 1959 – Città del Messico, 13 dicembre 2022) è stato un politico e avvocato messicano, governatore del Puebla dal 2019 al 2022.

## Biografia
Miguel Barbosa nacque a Zinacatepec, nello stato del Puebla, il 30 settembre 1959, terzo di cinque figli. Si trasferì con la famiglia quando aveva dieci anni a Tehuacán. Studiò e si laureò nel 1983 in giurisprudenza all'Università Nazionale Autonoma del Messico.

### Carriera politica
Negli anni '70 entrò in politica nel Partito Rivoluzionario Istituzionale, non ricoprendo però incarichi pubblici. Nel 2000 si candidò e venne eletto deputato federale in rappresentanza del Puebla per il Partito della Rivoluzione Democratica. Rimase in carica per un mandato durato tre anni. Successivamente venne nominato segretario generale della commissione nazionale di garanzia e vigilanza del PRD sotto la presidenza di partito di Leonel Cota Montaño e di Jesús Ortega Martínez.

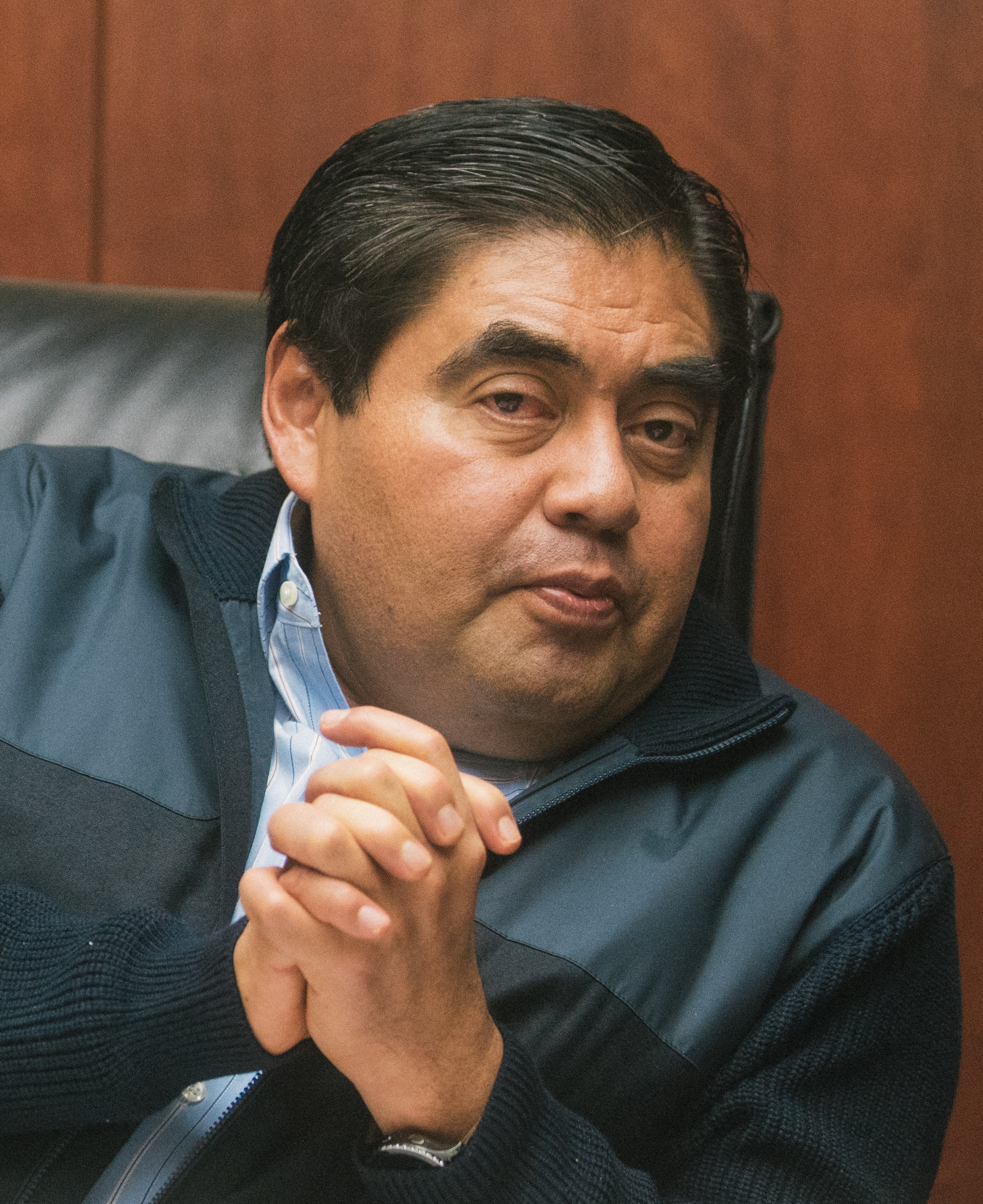
Miguel Barbosa nel 2016

Nel 2012 si candidò e venne eletto senatore sempre per il Puebla. Nel 2014 fu votato dalla maggior parte dei senatori come presidente di tale camera, ricoprendo questo ruolo per un anno. Avvenne la prima volta nella storia messicana in cui sia al senato sia alla camera dei deputati presiedevano entrambi presidenti di partiti ideologicamente di sinistra.
Nel 2017, ancora senatore, cambiò partito, uscendo dal PRD ed entrando nel Morena, quest'ultimo presieduto dall'allora presidente di partito Andrés Manuel López Obrador. Questi lo nominò coordinatore organizzativo del Morena nello stato del Puebla.
Nel 2018 si candidò ufficialmente come governatore dello stato all'interno della coalizione Juntos Haremos Historia per le elezioni statali dello stesso anno. Arrivò secondo, battuto dall'avversaria Martha Érika Alonso del Partito Azione Nazionale. A seguito della morte di quest'ultima dieci giorni dopo essersi insediata, vennero indette delle elezioni straordinarie l'anno successivo, le quali videro al primo posto Miguel Barbosa, battendo il candidato Enrique Cárdenas Sánchez del Partito Azione Nazionale.

## Vita privata
Si sposò con María del Rosario Orozco Caballero, con la quale ebbe due figli: MIguel e María.

### Morte
Miguel Barbosa morì a Città del Messico il 13 dicembre 2022 a causa di un infarto. Aveva 63 anni. Molti politici, tra cui il presidente del Messico Andrés Manuel López Obrador, gli resero omaggio. Venne sepolto a Tehuacán, città in cui aveva vissuto dai dieci anni di età.